# Soknopaiu Nesos

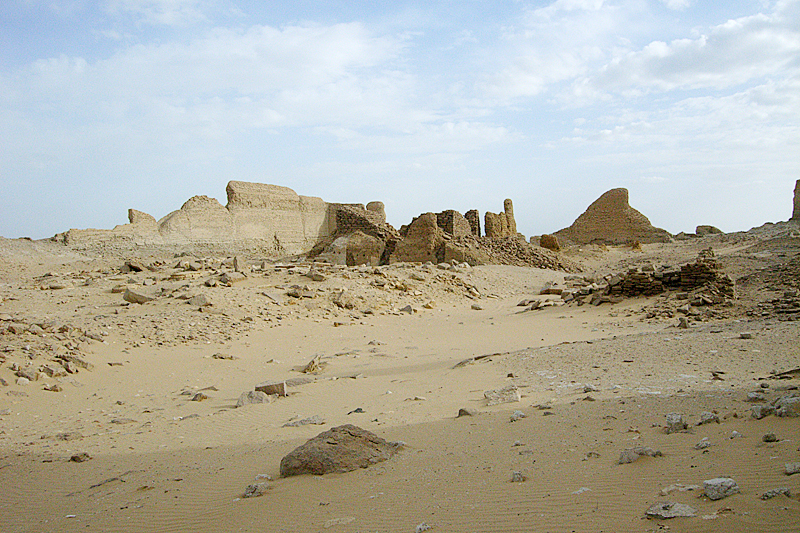
Blick auf den Tempelbezirk, Dimai, el-Faiyum, Libysche Wüste, Ägypten

Soknopaiu Nesos war eine antike Siedlung im Fayum, in Ägypten. Die Ruinen sind heute auch als Dimai bekannt. Der Ort blühte vor allem in der griechisch-römischen Zeit. Der heutige Ruinenhügel ist ungefähr 660 × 350 Meter groß.

## Erforschung
Der Ort wurde schon von der Lepsius-Expedition in den Jahren 1842–1845 besucht, die auch einen ersten Plan zeichnete. Weitere Untersuchungen fanden um 1900 von Bernard Pyne Grenfell und Arthur Surridge Hunt statt, die vor allem auf der Suche nach Papyri waren. Es folgten weitere Unternehmungen, die wiederum meist Papyri als Ziel hatten. 1931 bis 1932 grub hier die Universität von Michigan eine Reihe von Häusern aus. Seit 2001 gibt es hier wiederum italienische Forschungen am Ort. Soknopaiu Nesos ist der Fundort zahlreicher griechischer und demotischer Texte. Es handelt sich zum großen Teil um Urkunden aus dem Tempelbereich.

## Aufbau der Siedlung und Tempel
Der Ort bildete ein langgestrecktes Rechteck mit dem Haupttempel im Norden und eine Hauptstraße, die von Süden direkt auf diesen Tempel führte. Die Anlage des Ortes ist offensichtlich planmäßig mit sich rechtwinkelig kreuzenden Straßen angelegt worden, wobei die Insulae im Detail aber gewisse Unregelmäßigkeiten zeigen. Im Ort gab es mehrere Tempel. Im Norden lag ein 113 × 63 Meter großer Temenosbezirk, in dem sich der Nord-Süd orientierte Haupttempel der Stadt befand, daneben standen hier noch ein kleineres Heiligtum und weitere Bauten, wie beispielsweise ein als Tempelarchiv identifiziertes Gebäude. Der Haupttempel ist aus Stein in ägyptischem Stil errichtet worden. Er war dem Soknopaios geweiht. Die meisten anderen Bauten der Stadt bestanden aus Lehmziegeln und hatten einst mehrere Stockwerke. Im Süden der Stadt gab es einen weiteren wahrscheinlich jüngeren Tempel, der Ost-West orientiert war und direkt an der Hauptstraße stand.

## Die Sobek-Priester von Soknopaiu Nesos
Der Tempel des Soknopaios zählte in römischer Zeit weit über einhundert Priester und damit deutlich mehr Personal als die Tempel anderer Siedlungen am Rande des Fayum, z. B. in Bakchias oder Tebtynis. Die Zahl der Priester ist auch deswegen bemerkenswert, weil in Soknopaiu Nesos im späten zweiten Jahrhundert kaum mehr als 1000 Menschen lebten. Anscheinend war der Ort hauptsächlich von den Priestern des Soknopaiostempels und deren Familien bewohnt. Eine Betrachtung der Personennamen im Ort erhärtet diesen Verdacht: Nach ägyptischer Tradition wurden Personennamen innerhalb einer Familie weitergegeben und bspw. Kinder nach ihren Großeltern benannt. Da die ägyptische Kultur keine Familiennamen kannte, wurde familiäre Identität auf diese Weise aufrechterhalten. Zugleich waren Priesterämter nur auf erblicher Basis zugänglich: Nur wer väterlicher- und mütterlicherseits von Priestern abstammte, durfte selbst ein Amt im Tempel ausüben. Nach den schriftlichen Quellen aus Soknopaiu Nesos trugen die Bewohner sehr häufig einige bestimmte Namen (z. B. Panephremmis, Satabus, Tesenuphis), die in anderen Siedlungen des Fayum hingegen selten oder gar nicht verbreitet waren. Demnach verheirateten sich die Priester des Soknopaiostempels wohl vor allem untereinander, aber selten mit Amtskollegen aus anderen Tempeln.
Infolge der besonderen Bevölkerungsstruktur, die zum Großteil aus Priesterfamilien bestand, aber auch aufgrund der abgelegenen Lage des Ortes auf einem Plateau am Rande der Wüste, das sich schon in der Antike entfernt von größeren Ackerflächen befand, lebten die Bewohner des Ortes wohl in erster Linie von Handel und Tierzucht, aber auch von den Ausgaben und Spenden solcher Menschen, die den Ort aus religiösem oder touristischem Interesse besuchten. Priester waren dabei nachweislich in der lokalen Kamelzucht und im Karawanenhandel engagiert, während sie im Tempelbezirk Orakel erteilten und magische Amulette anfertigten. Mehrere Papyrusarchive geben einen tieferen Einblick in das Leben einzelner Priesterfamilien, z. B. das Archiv des Satabus, Sohn des jüngeren Herieus, und das Archiv des Aurelios Pakysis, Sohn des Tesenuphis.
Im Jahr 230 verstummen die Quellen aus Soknopaiu Nesos: Der Ort, und mit ihm sein Tempel, wurden aufgegeben. Die Gründe hierfür sind nicht abschließend geklärt. Nach einer Hypothese könnte eine Verschlechterung der Versorgungslage die Bewohner zur Flucht veranlasst haben. Nach einer anderen Theorie verloren die Festspektakel des Soknopaios-Kultes ihren Reiz für Pilger und Touristen, weshalb sich die Aufrechterhaltung des Kultbetriebes an diesem ohnehin ungünstig gelegenen Ort für die Priesterfamilien vielleicht nicht mehr gelohnt hat.